# Miljörapport
Miljörapport är en årlig rapport som den som driver en miljöfarlig verksamhet i Sverige som är tillståndspliktig är skyldig att lämna till sin tillsynsmyndighet. Kravet att göra en miljörapport finns i miljöbalkens 26 kap 20 §. De verksamheter som är tillståndspliktiga räknas upp bilagan till förordningen (1998:899) om miljöfarlig verksamhet och hälsoskydd.
Miljörapportens syfte är bland annat att redovisa hur verksamhetsutövaren efterlever villkoren för sin verksamhet, stärka utövarens egenkontroll och ge tillsynsmyndigheten underlag för tillsynen. Tillsynsmyndighet är länsstyrelsen eller, om tillsynen är överlåten, kommun genom kommunal nämnd.
Miljörapporten består av tre delar: Grunddelen som innehåller administrativa uppgifter. Textdelen, där verksamhetsutövaren redovisar hur villkoren uppfyllts och vilka åtgärder som vidtagits under året. Den tredje delen - emmissionsdeklarationen - behöver endast lämnas vid vissa verksamheter. Där redovisas utsläpp till luft och vatten samt avfallsmängder. Miljörapporten ska lämnas senast 31 mars på Svenska miljörapporteringsportalen (SMP), Naturvårdsverkets webbplats för miljörapportering.